# Оператор на Д'Аламбер
В специалната теория на относителността, електромагнетизма и теорията на вълните, операторът на Д'Аламбер (обозначаван с кутийка: {\displaystyle \Box }), също наричан Д'Аламбертиан или вълнов оператор, е лапласиан в пространството на Минковски. Операторът е наречен в чест на френския математик и физик Жан льо Рон д'Аламбер.
В пространство на Минковски и в стандартни координати (t, x, y, z) операторът има следната форма:
{\displaystyle {\begin{aligned}\Box &=\partial ^{\mu }\partial _{\mu }=g^{\mu \nu }\partial _{\nu }\partial _{\mu }={\frac {1}{c^{2}}}{\frac {\partial ^{2}}{\partial t^{2}}}-{\frac {\partial ^{2}}{\partial x^{2}}}-{\frac {\partial ^{2}}{\partial y^{2}}}-{\frac {\partial ^{2}}{\partial z^{2}}}\\&={\frac {1}{c^{2}}}{\partial ^{2} \over \partial t^{2}}-\nabla ^{2}={\frac {1}{c^{2}}}{\partial ^{2} \over \partial t^{2}}-\Delta ~~.\end{aligned}}}
Тук ∇² е триизмерен лапласиан, а gμν е обратната метрика на Минковски с
{\displaystyle g_{00}=1}, {\displaystyle g_{11}=g_{22}=g_{33}=-1}, {\displaystyle g_{\mu \nu }=0} for {\displaystyle \mu \neq \nu }.
Трябва да се отбележи, че показателите за сума на μ и ν са в диапазона от 0 до 3. Взети са такива единици предвид, че скоростта на светлината c = 1.
Някои автори също така използват отрицателната метрична сигнатура от (− + + +), с {\displaystyle g_{00}=-1,\;g_{11}=g_{22}=g_{33}=1}.
Трансформациите на Лоренц оставят метриката на Минковски инвариантна, така че Д'Аламбертианът дава Лоренцов скалар. По-горният координатен израз остава валиден за стандартни координати във всяка инерциална система.

## Алтернативна нотация
Има различни нотации за Д'Аламбертиана. Най-честото означение е със символа {\displaystyle \Box }: четирите страни на квадрата представляват четирите измерения на пространство-времето и {\displaystyle \Box ^{2}}, който подчертава скаларното свойство. Символът понякога се нарича квабла (по аналогия с набла). Придържайки се към триъгълната нотация на лапласиана, понякога се използва и нотацията ∆M.
Друг начин за изписване на Д'Аламбертиана в стандартни координати е с ∂². Тази нотация се използва основно в квантовата теория на полето, където частните производни обикновено се индексират.

## Приложение
Вълновото уравнение за малки вибрации има вида:
{\displaystyle \Box _{c}u\left(x,t\right)\equiv u_{tt}-c^{2}u_{xx}=0~,}
където  u(x,t) е преместването.
Вълновото уравнение за електромагнитно поле във вакуум е:
{\displaystyle \Box A^{\mu }=0},
където Aμ е електромагнитният 4-потенциал.
Уравнението на Клайн – Гордън има вида:
{\displaystyle (\Box +m^{2})\psi =0~}.

## Функция на Грийн
Функцията на Грийн {\displaystyle G\left({\tilde {x}}-{\tilde {x}}'\right)} за Д'Аламбертиана е дефинирана от уравнението:
{\displaystyle \Box G\left({\tilde {x}}-{\tilde {x}}'\right)=\delta \left({\tilde {x}}-{\tilde {x}}'\right)}
където δ(−') е многоизмерната делта функция на Дирак, а  и ' са две точки в пространството на Минковски.
Специално решение се получава от забавената функция на Грийн, която съответства на разпространението на сигнал само напред във времето:
{\displaystyle G\left({\vec {r}},t\right)={\frac {1}{4\pi r}}\Theta (t)\delta \left(t-{\frac {r}{c}}\right)~~~},
където Θ е функцията на Хевисайд.

## Запис в криволинейни координати
Операторът на Д'Аламбер в сферични координати:
{\displaystyle {\frac {1}{r^{2}}}{\frac {\partial }{\partial r}}\left(r^{2}{\frac {\partial u}{\partial r}}\right)+{\frac {1}{r^{2}\sin \Theta }}{\frac {\partial }{\partial \Theta }}\left(\sin \Theta {\frac {\partial u}{\partial \Theta }}\right)+{\frac {1}{r^{2}\sin ^{2}\Theta }}{\frac {\partial ^{2}u}{\partial \varphi ^{2}}}-{\frac {1}{c^{2}}}{\frac {\partial ^{2}u}{\partial t^{2}}};}
в цилиндрични координати:
{\displaystyle {\frac {1}{\rho }}{\frac {\partial }{\partial \rho }}\left(\rho {\frac {\partial u}{\partial \rho }}\right)+{\frac {1}{\rho ^{2}}}{\frac {\partial ^{2}u}{\partial \varphi ^{2}}}+{\frac {\partial ^{2}u}{\partial z^{2}}}-{\frac {1}{c^{2}}}{\frac {\partial ^{2}u}{\partial t^{2}}};}
в общи криволинейни координати (за пространство-време):
{\displaystyle \square u\equiv {\frac {1}{\sqrt {-g}}}{\frac {\partial }{\partial x^{\nu }}}\left({\sqrt {-g}}\,g^{\mu \nu }{\frac {\partial u}{\partial x^{\mu }}}\right),}
където {\displaystyle g} е детерминанта на матрицата {\displaystyle \|g_{\mu \nu }\|}, съставена от коефициентите на метричния тензор {\displaystyle g_{\mu \nu }}.